# Cathay Pacific-vlucht 700Z
Op 15 juni 1972 vond een vliegramp plaats met de lijnvlucht Cathay Pacific vlucht-700Z.

## Bomaanslag
Het vliegtuig vloog van Bangkok naar Hongkong, met 71 passagiers en 10 bemanningsleden. Onderweg maakte het toestel een tussenlanding in Singapore. Tijdens het tweede deel van de vlucht, op 8800 meter hoogte, ontplofte een bom in een koffer. De koffer was geplaatst onder een stoel in de cabine. Op dat moment bevond het vliegtuig zich in Vietnam. Door de explosieve decompressie verongelukte het vliegtuig.
Later werd bekend dat een politie-officier de bom had geplaatst. Zijn dochter en haar verloofde waren passagiers van het vliegtuig. Hij ontving een hoge uitkering op een  verzekeringspolis.